# 班·戈弗雷
本傑明·馬修·戈弗雷（英語：Benjamin Matthew Godfrey；1998年1月15日—）是一名英格蘭職業足球員，司職中後衛。現時効力意甲球會亞特蘭大。

## 球會生涯

### 早年生活

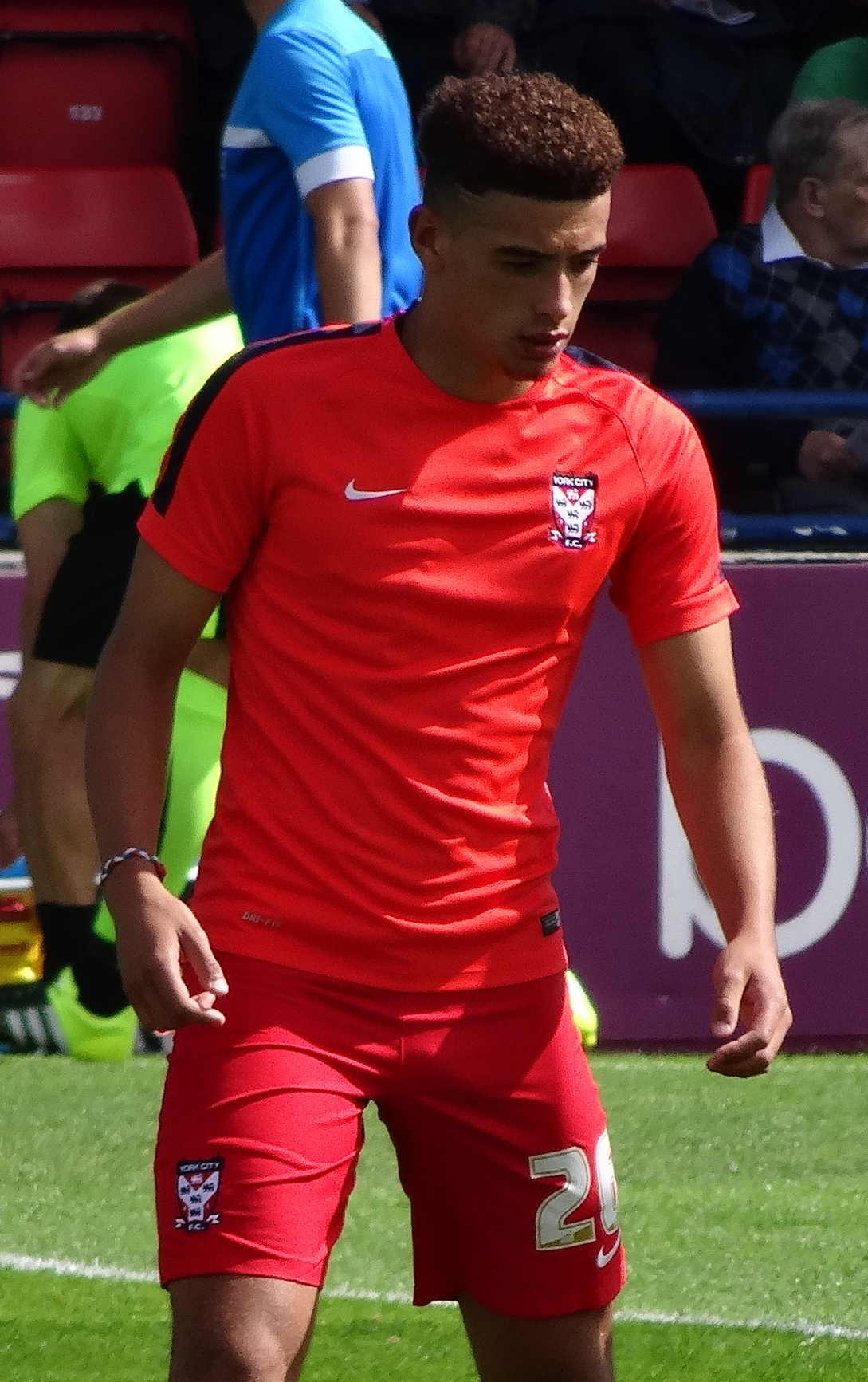
戈弗雷在2015年為約克城效力時熱身

戈弗雷在三歲時在父親的帶領下接觸足球，一兩年後加入了家鄉一個名為Hewitt的小型球隊。七歲與約克城簽約成為青年隊的一員。15歲時試著加入英超聯賽級別的球隊但並不順利。完成高中學歷以後在約克城展開職業生涯。

### 艾佛頓
2020年10月5日，艾佛頓以2000萬英鎊從诺维奇城簽下班·戈弗雷，並提供為期五年的合約。
2020年10月17日，戈弗雷在球隊對上利物浦的主場比賽中首次亮相。
2020-21賽季結束時，戈弗雷被艾佛頓球迷投票選為俱樂部的賽季最佳青年球員。

## 國家隊生涯
2019年9月，戈弗雷首次入選英格蘭21歲以下足球代表隊名單。
2020年9月8日，戈弗雷在U21歐洲國家盃以2比1戰勝奧地利的比賽中踢進了自己的第一個國際進球。
2021年5月25日，戈弗雷首次入選英格蘭足球代表隊，进入了其2020年歐洲杯的33人初選名單。6月1日，戈弗雷落選最終26人名單，成為預備隊人選。次日，在對奧地利的友誼賽中替補泰朗·明斯上場，完成個人成年國家隊首秀。

## 個人生活
班·戈弗雷的父親亞歷克斯·戈弗雷是前職業聯盟式橄欖球運動員。

## 榮譽

### 球會
诺维奇城
- 英格蘭足球冠軍聯賽冠軍：2018–19賽季

### 個人
- 艾佛頓賽季最佳青年球員：2020–21賽季[3]

## 外部連結
- Soccerway資料庫：班·戈弗雷